# Gustafsonia cognita
A Gustafsonia cognita az emlősök (Mammalia) osztályának ragadozók (Carnivora) rendjébe, ezen belül a fosszilis medvekutyafélék (Amphicyonidae) családjába tartozó faj.
Ez a fosszilis emlősfaj korábban a Miacidae családba volt besorolva Miacis cognitus név alatt, azonban az újabb vizsgálatok szerint medvekutyafélének bizonyult. A család egyik ősi alakját képviseli. Az új adatok fényében, a Gustafsonia cognita nemének az egyetlen eddig felfedezett faja.

## Tudnivalók
A Gustafsonia cognita Észak-Amerika területén fordult elő, a középső eocén és kora oligocén korszakok között, vagyis 39-33 millió évvel ezelőtt. Egyetlen maradványát 1986-ban, a nyugat-texasi Reeve's Bonebed Chambers Tuff Formation nevű lelőhelyen találták meg.
Ez a holotípus egy hiányos koponyából áll - hiányzik az alsó állkapocs, a felső szemfogak és az egyik pofacsont. A fogazata alapján inkább a macskaalkatúakra hasonlít - talán ezért volt korábban hibásan besorolva. A meglévő fogak alapján a kutatók kiszámították, hogy 42 foga lehetett. A részleges koponya konvergens evolúciót mutat a ma is élő afrikai pálmacibettel (Nandinia binotata); tehát valószínűleg az ősállat, körülbelül ugyanazt az ökológiai fülkét, hasonló életfeltételek között töltötte be, mint a ma is létező emlősfaj.

## Képek

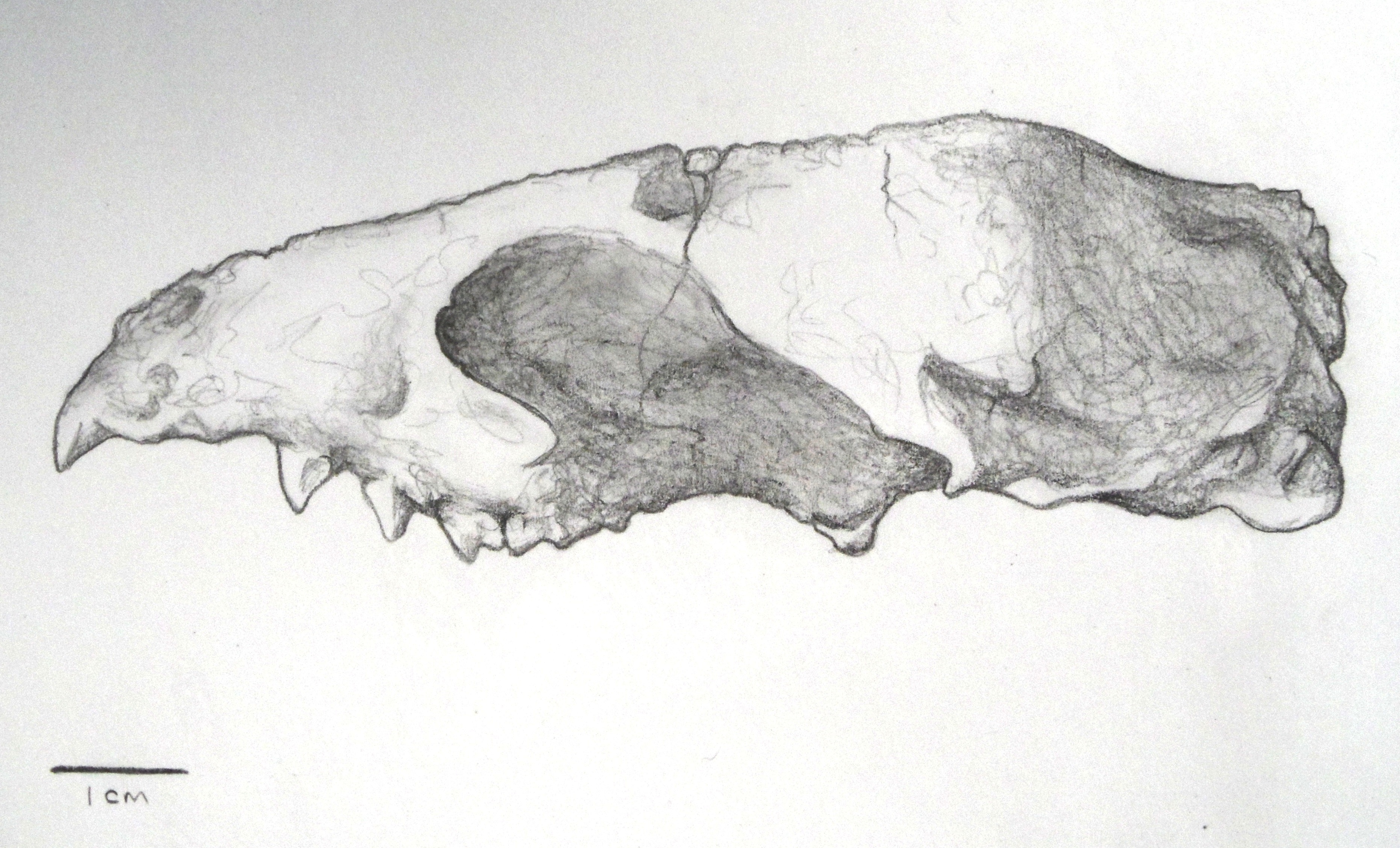
A holotípus
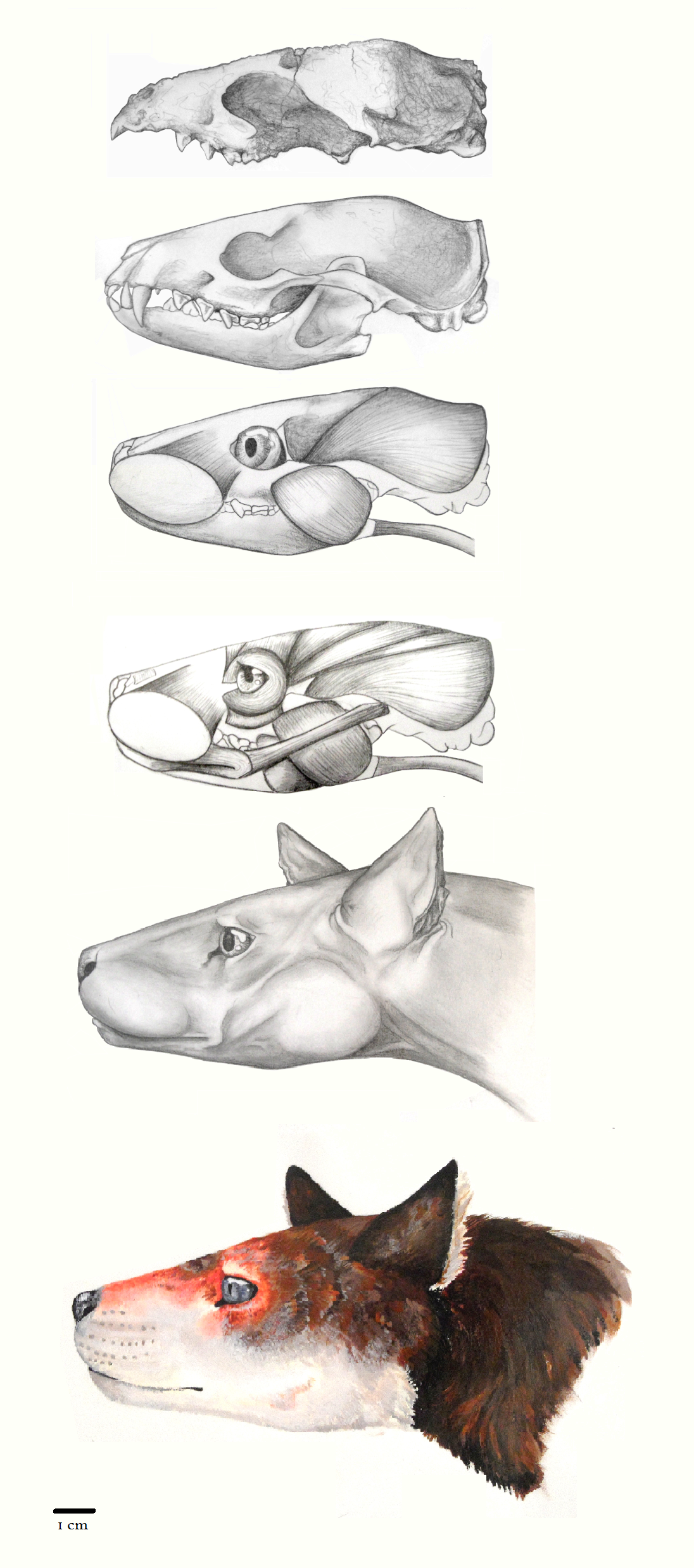
A holotípusból kiindulva a rekonstrukcióig
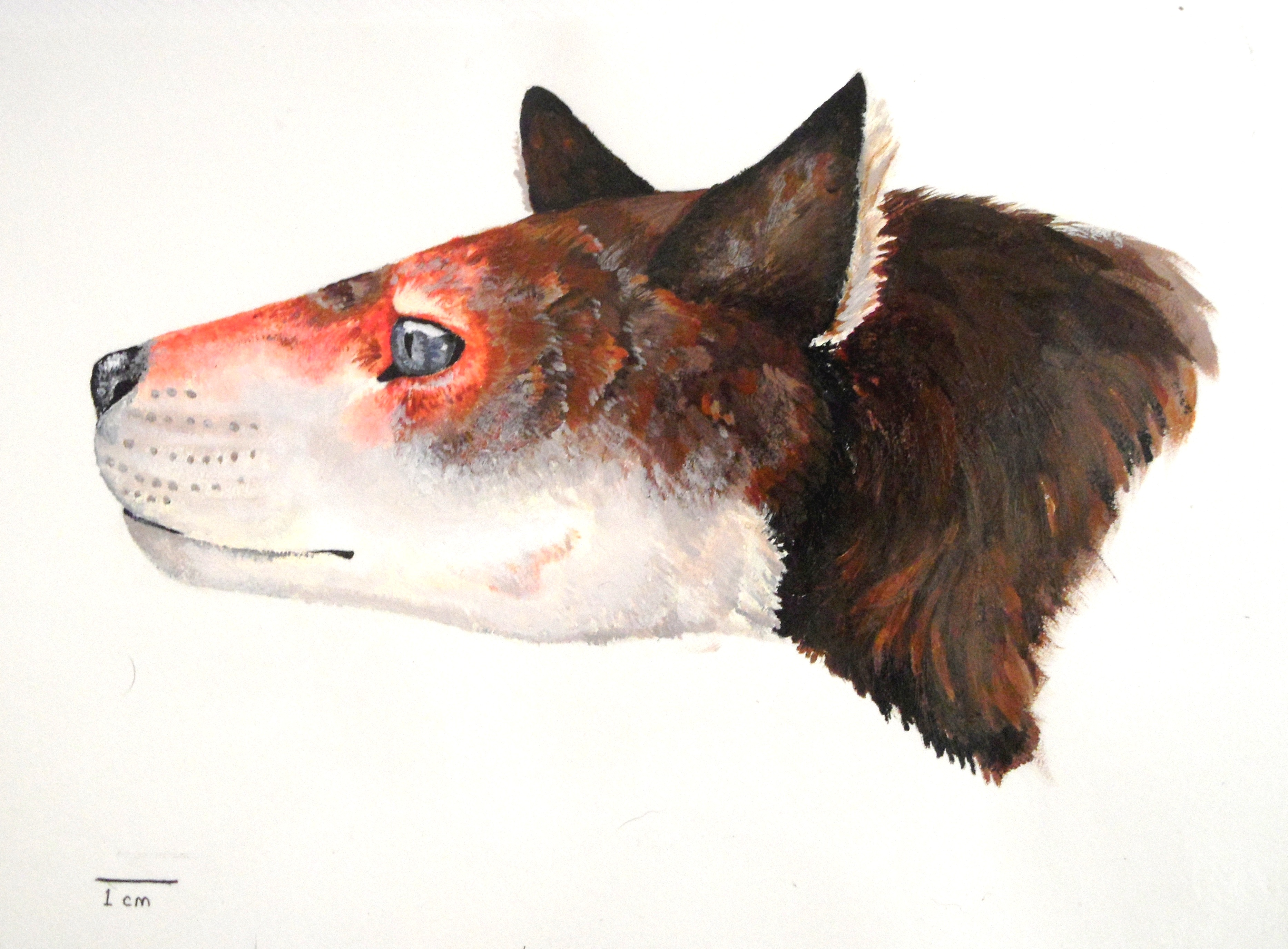
A rekonstrukció
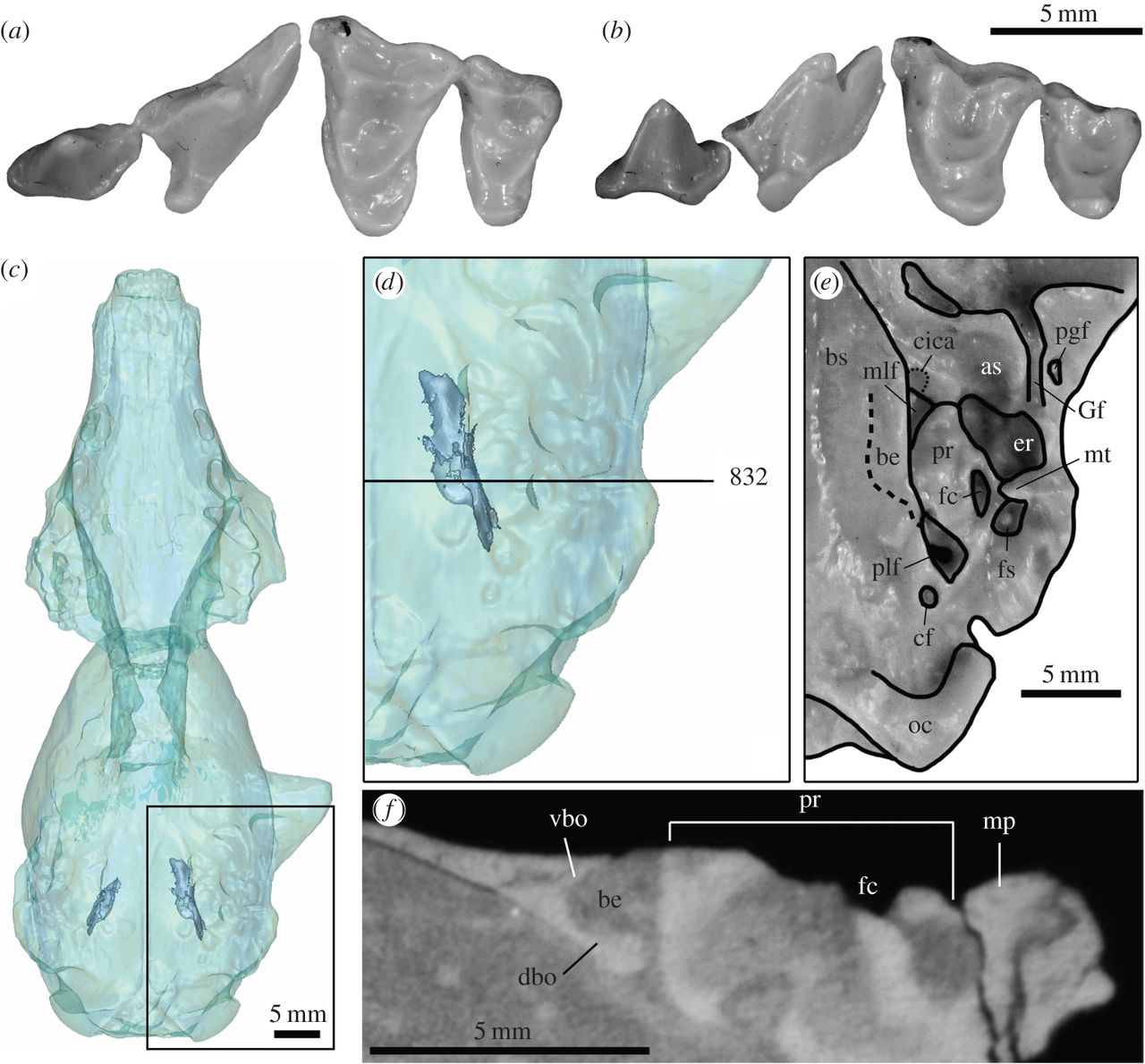
Különböző koponyarészei és fogai
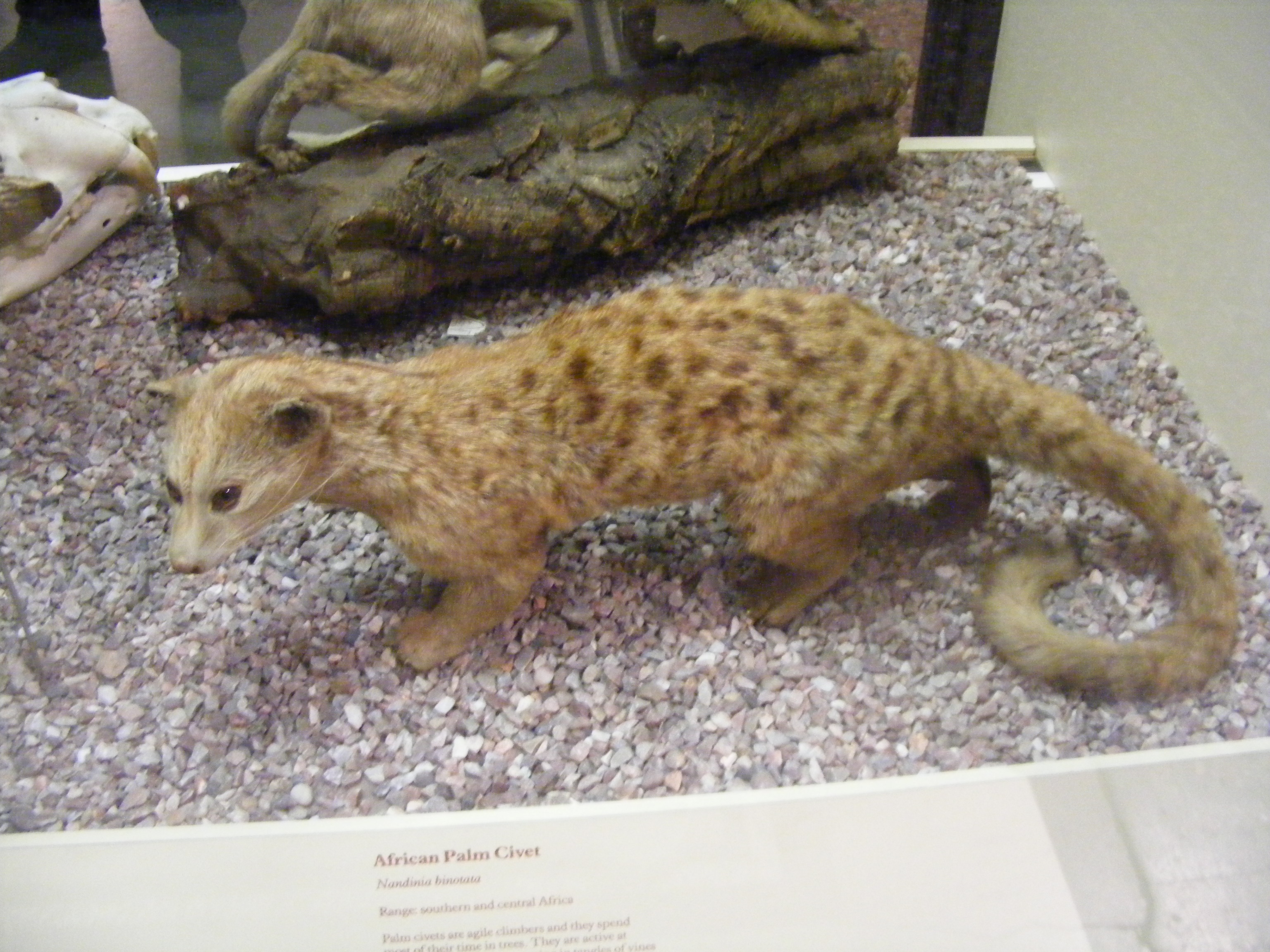
Afrikai pálmacibet; az állat amely manapság helyettesíti

## Fordítás
- Ez a szócikk részben vagy egészben  a   Gustafsonia című angol Wikipédia-szócikk ezen változatának fordításán alapul.  Az eredeti cikk szerkesztőit annak laptörténete sorolja fel. Ez a jelzés csupán a megfogalmazás eredetét és a szerzői jogokat jelzi, nem szolgál a cikkben szereplő információk forrásmegjelöléseként.